# Lee Kings
Lee Kings var en svensk popgrupp som bildades 1964 som Lenne & The Lee Kings. De noterades för flera framgångar på Tio i topp-listan.
Gruppen bestod vid bildandet av Lenne Broberg, Bengt Dahlén, Bjarne Möller, Olle Nordström och Lasse Sandgren. 1966 hoppade Nordström av och ersattes av Mike Watson. 1967 lämnade Sandgren gruppen, och ersattes av Tony Walter, och en kort tid därefter även Dahlén och Möller, som ersattes av Johnny Lundin.

## Hitlåtar
- Stop the Music
- L.O.D. (Love On Delivery)
- Why, Why, Why
- I Can't Go On Living, Baby, Without You
- Smile For Me

### Fotnoter
1. ↑  ”Lee Kings”. Svensk pophistoria. http://www.svenskpophistoria.se/LEE/TioiTopp.html. Läst 31 oktober 2014.